# Ichthyoxenus micronyx
Ichthyoxenus micronyx är en kräftdjursart som först beskrevs av Edward John Miers 1880. 
Ichthyoxenus micronyx ingår i släktet Ichthyoxenus och familjen Cymothoidae. Inga underarter finns listade i Catalogue of Life.